# Bairro Feliz
Bairro Feliz é um bairro da cidade brasileira de Goiânia, localizado na região central do município.
O bairro foi fundado em 1968, após uma iniciativa de cooperativa de jornalistas. A população do Bairro Feliz é predominantemente de classe média e escolarizada, embora economicamente inferior à bairros próximos, como o Jaó.
Segundo dados do Instituto Brasileiro de Geografia e Estatística (IBGE), divulgados pela prefeitura, no Censo 2010 a população do bairro Aeroviário era de 2 863 pessoas.